# Topičův salon
Topičův dům, též Topičův salon nebo dům U Topičů je budova galerie a bývalého nakladatelství v Praze 1, ve staroměstské části Národní třídy (čp. 1010/9), propojený s domem čp. 339/11. Dodnes čerpá ze své bohaté historie a je označován za nejdéle působící soukromou galerii v Praze.
Poslední Topičův salon byl provozován do roku 2020 neziskovou organizací Společnost Topičova salonu, která kromě výstav pořádala i další, doprovodné akce a měla ve své náplni i vydavatelskou činnost.

## Historie
Topičův salon byl nejdéle působící soukromou galerií v Praze. Existoval s přestávkami od roku 1894 do přelomu roku 1949–1950 celkem 55 let. Poté byl proměněn na Výstavní síň Československého spisovatele (jinak též IV. Topičův salón).
Salón zde vznikl jako součást Nakladatelství Františka Topiče (založeného nakladatelskou koncesí v únoru roku 1883), jehož budova byla postavena na Ferdinandově třídě v roce 1894. Je to dvoutraktová protáhlá stavbu s proskleným železným stropem a plochou fasádou. Salón původně sídlil ve dvorním křídle. Autorem návrhu byl architekt Jan Zeyer.
Topič převzal nakladatelské dědictví Františka Šimáčka a roku 1886 rozšířil knihkupecký sortiment o prodej uměleckých výrobků a hudebnin. Kromě tradiční literatury se orientoval na nové směry. Moderní umění symbolismu a secese se Topič spolu se svými poradci, například výtvarníkem Viktorem Olivou, snažil promítnout také do pořádání výstav umění.

### I. Topičův salon (1894–1899)
Topičův salon, tedy výstavní síň knihkupectví a nakladatelského domu Františka Topiče, byl otevřen roku 1894. Knihkupectví začal František Topič provozovat roku 1883, své podnikatelské aktivity rozšířil o nakladatelskou činnost o rok později, kdy převzal nakladatelské dědictví Františka Šimáčka. Roku 1886 pak rozšířil knihkupecký sortiment o prodej uměleckých výrobků a hudebnin. Společnost F. Topič vznikla až díky získání nakladatelské koncese roku 1886 (do té doby firma fungovala pod názvem Nakladatelství Františka Šimáčka).
Salon sídlil v přístavbě ve vnitřním dvoře domu, jenž patřil pojišťovně Praha. Autorem návrhu výstavní síně byl architekt Jan Zeyer. Dvoutraktová protáhlá stavba s proskleným železným stropem a plochou fasádou byla postavena na Ferdinandově třídě (dnešní Národní třídě) v roce 1894. V prvním desetiletí 20. století dům prošel výraznou secesní adaptací. Na konci 19. století se na Ferdinandově třídě nacházelo až 11 knihkupectví, nikoliv neprávem se tak této ulici říkalo také „knihkupecká třída“.
Topičův salon byl stálou výstavní síní, v níž se výstavy pořádaly průběžně po celý rok. Kromě tradiční literatury se orientoval na nové směry. Moderní umění symbolismu a secese se Topič spolu se svými poradci, například výtvarníkem Viktorem Olivou, snažil promítnout také do pořádání uměleckých výstav. Domácí uměleckou scénu pomáhal spoluutvářet až do roku 1899, kdy jeho činnost byla na krátko přerušena.
Výjimečným prvkem prostor Topičova salonu byl prosklený strop, jenž umožňoval přirozené osvětlení prostoru. Součástí výrazné prezentace salonu byl také ve výloze umístěný moderní obrazový plakát od Viktora Olivy, předního výtvarníka Františka Topiče.
V roce 1896 se zde v rámci Výstavy grafických umění představila šedesátka evropských grafiků včetně Toulouse-Lautreca, Féliciena Ropse, Heinricha Vogelera či jediného českého zástupce Emila Orlika. Na dalších výstavách českou tvorbu zastupovala souborná posmrtná výstava Luďka Marolda či putovní výstava Alfonse Muchy, která cestovala z Paříže do světových metropolí.
Původní objekt výstavní síně byl stržen majitelem – pojišťovnou Praha – poté, co pro něj nebylo nalezeno nové využití. František Topič totiž přesunul své podnikání do sousedního domu čp. 1010, kde zahájil novou éru Topičova salonu. Kulturní historie místa, kde původně Topičův salon sídlil, byla završena roku 1963, kdy po adaptaci interiéru dvoru začalo prostor využívat dnešní divadlo Viola. 

### II. Topičův salon (1906–1911)
Opětovného otevření se Topičův salon dočkal 2. října 1906, a to po adaptaci domu čp. 1010, který si František Topič nechal postavit dle návrhu architekta Osvalda Polívky. Stavební práce provedlo podnikatelství stavitele Matěje Blechy. V prostorách domu vznikl opět moderní prostor s prosklenou střechou.
Secesní fasáda je členěna rozměrným arkýřem ve tvaru obráceného písmene T v úrovni 1. a 2. patra. Větší část arkýře tvoří balkonové zábradlí s nápisem „F. Topič“. Fasádu zdobí praporové žerdi, figurální reliéfy, věnce, znaky a další ozdobné prvky z kovu, štuků nebo mozaiky. Nad třetím patrem v šíři dvou krajních os jsou dva zaoblené atikové štíty s nápisy „Topič“.
V průběhu II. etapy Topičova salonu proběhlo celkem 47 výstav. Na programu výstav, jež kombinovaly tradiční tendence s aktuálními trendy, se vedle Františka Topiče podílel i malíř, ilustrátor a scénograf Národního divadla Karel Šimůnek.
Dvakrát zde bylo vystavováno dílo Mikoláše Alše, na které navazovala nastupující tzv. mánesácká moderna. Své dílo zde vystavoval také grafik Vojtěch Preissig či skupina Osma. Proběhla zde také např. souborná výstava díla Miloše Jiránka.
Salon se snažil seznámit veřejnost i s činností zahraničních umělců. Do výstavních prostor se tak dostaly například japonské originály ze sbírky Joe Hlouchy, díla umělců ruské školy lidového umění Talaškino, karikatury francouzské provenience, obrazy Švýcara Hermanna Rüdisühliho či grafiky Angličana Franka Brangwyna. 
Kromě výtvarného umění se zde vystavovalo také užité umění, např. sklo Zdenky Braunerové, šperky vystavovala Valérie Hachla-Myslivečková, příbory Bohumil Južnič, plakáty či grafický design Arnošt Hofbauer, František Kysela či Jaroslav Benda.
I přesto, že byl program salonu bohatý a velmi pestrý, zájem širší veřejnosti vzbudit nedokázal. Druhá etapa fungování Topičova salonu tak byla ukončena v březnu 1911, kdy byla činnost galerie pozastavena.

### III. Topičův salon (1918–1936)
Stejně jako v prvním případě, i druhou a třetí etapu fungování Topičova salonu oddělovala pauza 7 let. Galerie se navrátila na pražskou uměleckou scénu výstavou Aloise Kalvody a Františka Úprky v roce 1918. Salon se i nadále, přes politické, společenské a kulturní změny spojené se vznikem samostatného Československa, držel svého vlasteneckého programu a preference tvorby konzervativnějšího charakteru.
V roce 1918 v saloně poprvé vystavoval Jan Zrzavý, ve 20. letech Josef Šíma a ve 30. letech Zdeněk Rykr, jehož výstavu doprovodily texty Jindřicha Chalupeckého. Kromě nich se zde pořádaly také sběratelské výstavy, kde se největšímu zájmu těšili Max Švabinský, Alfons Mucha, František Ženíšek či Celda Klouček. Topičův salon rovněž pravidelně hostil výstavy Sdružení českých umělců grafiků Hollar. Tradiční součástí aktivit salonu byl i prodej originálů, reprodukcí a užitého umění.
Ve své III. etapě byly prostory Topičova salonu především nájemní galerií, z čehož pramenila kolísavá kvalita vystavovaných děl. Program zároveň reflektoval příznačné trendy doby, jako například vstup žen do sféry výtvarného umění, či zájem o orientální umění a spiritismus.
Když 25. března 1936 zemřel syn Františka Topiče, rozhodl se nakladatel svou firmu F. Topič – nakladatelský dům i se salonem – prodat. Výtvarná díla byla rozprodána během dvou aukcí v prosinci roku 1936 a v březnu 1937, v tisku se připomínají tři kartony Mikoláše Alše a kresby Josefa Mánesa z Čech pod Kosířem. Obě dražby pořádala Umělecká a aukční síň Václava Hořejše a vydala k nim stručný katalog.
Novým majitelem domu se stal Jaroslav Stránský, majitel Lidových novin a nakladatelství Fr. Borový, který salón zachoval a postupně do dvojdomu sestěhoval jak Lidové noviny, tak nakladatelství Fr. Borový. K reorganizaci a modernizaci knihkupectví F. Topič byl přizván Václav Poláček, spoluzakladatel Družstevní práce a později tajemník nakladatelství Aventina. 

### IV. Topičův salon (1937–1949)
Václav Poláček se stal klíčovou osobností pro budoucí rozvoj Topičova salonu. V roce 1937 v suterénních prostorách Topičova domu zřídil galerii. Ačkoliv ve vedení knihkupectví setrval pouze do roku 1942, jeho moderní a inkluzivní pojetí galerie se udrželo až do konce čtvrté fáze existence Topičova salonu.
V prostorách salonu probíhaly výstavy umělců tehdejší doby – Jindřich Štyrský, Toyen, Josef Šíma, František Tichý, Julius Lankáš, Václav Bartovský či skupiny Skupina 42 a Sedm v říjnu. Topičův salon nicméně nefungoval pouze jako obrazárna, ale jako polyfunkční prostor kulturního dění. Vedle výstav monografických, skupinových a tematických se zde konaly i koncerty, recitační a divadelní představení či prodeje bytových doplňků, uměleckých předmětů a reprodukcí. Cílem salonu bylo zvyšovat estetickou úroveň každodenního života, stejně jako nabízet kvalitní umění za přijatelnou cenu.
Kolem Topičova salonu se v tomto historicky obtížném období soustředila početná řada vynikajících umělců z různých oborů, jejichž propojování se stalo součástí programu salonu. S Topičovým salonem zároveň spolupracovalo spoustu výtvarníků, mezi nimi Toyen, Jindřich Štýrský, Josef Čapek, František Gross, František Hudeček, Jan Kotík či Josef Istler, podle jejichž návrhů vznikaly artefakty, které salonu rovněž nabízel ke koupi.
Po únorovém převratu v roce 1948 se správcem firem Fr. Borový a F. Topič spisovatel Václav Řezáč, jenž chtěl společnosti transformovat ve velké spisovatelské nakladatelství sovětského typu. V roce 1949 musela být činnost původního nakladatelství ukončena a svou činnost skončila také galerie Topičův salon.

### Galerie Československý spisovatel (1950–1991)
V souvislosti s politickými, společenskými a kulturními změnami v Československu na konci čtyřicátých let skončil životaběh samostatného nakladatelství Topič, které bylo transformováno v nakladatelství Československý spisovatel. Organizace výstav v Topičově salonu byla převedena pod hlavičku Svazu československých výtvarných umělců (od roku 1970 Svaz českých výtvarných umělců) a tím i pod ideologickou kontrolu mocenského orgánu státu. Pod jeho správou zůstala výstavní síň až do roku 1990, kdy se svaz rozpadl. Prostory se následně staly na základě konkurzu na krátké období útočištěm pro Galerii Pi-Pi-Art, v níž bylo realizováno několik radikálních a provokativních výstav. Její aktivity ukončila privatizace Topičova domu.
Nástupnictví v prostorách salonu znamenalo zásadní změnu dramaturgie výstavních aktivit – konkrétně přeorientování se na současné československé malířství realistického ladění. Příznačné pro Galerii Čs. spisovatele byly rovněž výstavy užitého umění či výstavy karikatur a humoristických kreseb.
Galerii Čs. spisovatel se nicméně podařilo realizovat i výstavy, které se vymykaly průměrnosti kulturních praktik reálného socialismu. V první vlně uvolnění po kritice stalinského kultu vystavovali v prostorech bývalého Topičova salonu umělci jako Jan Zrzavý, Libor Fára, Jan Kotík nebo Richard Fremund. V šedesátých letech vystavovali v galerii svá díla například skupina UB 12, Josef Sudek, Adriena Šimotová, Eva Fuková, Václav Chuchola či Jan Koblasa.

### V. Topičův salon (2007–2020)
V roce 2004 ke 110. výročí založení Topičova salonu došlo k vydání katalogu a uspořádání krátkodobé výstavy. V roce 2008 došlo k dalšímu obnovení činnosti galerie v prostorách třetího Topičova salonu, jenž zahájil provoz v roce 1918. Nájemcem prostor se stal aukční dům 1 Art Consulting Brno-Praha vedený Jiřím Rybářem, který dal prostory po dobu, kdy se nekonají předaukční výstavy, k dispozici neziskové společnosti.
Společnost Topičova salonu, z.s., pořádá v prostorách dnešního Topičova salonu výstavy s doprovodnými programy (komentované prohlídky, výtvarné dílny, besedy, promítání filmů, diskuze, studentské konference atd.), literární čtvrtky, divadelní večery a další akce. Neopomenutelným zájmem Společnosti je i vydavatelská činnost (ediční sedmidílná řada o historii Topičova salonu). Výstavní program se orientuje na výrazné osobnosti české výtvarné scény a vyzvedá do popředí zejména autory nesporných kvalit, kteří jsou z různých důvodů nezaslouženě opomíjeni nebo zapomínáni. Stejně tak nabízí prostor nastupující umělecké generaci, kterou každoročně prezentuje v rámci projektu CRASHTEST.
Zakladatelem a dlouhodobým jednatelem Společnosti byl Pavel Vašíček, který jakožto hlavní galerista vtiskl obnovenému Topičovu salonu tvář. Společně s dalšími členy definoval směr, kterým se galerie na pražské scéně proslavila. Do roku 2015, kdy Pavel Vašíček náhle zemřel a Výbor Společnosti se personálně proměnil, bylo uspořádáno v V. Topičově salonu přes 40 výstav. Z monografických výstav např. Jiří Kolář, Hugo Demartini, Čestmír Kafka, Otakar Slavík, Antonín Střížek, Petr Veselý, Jitka Válová, Zorka Ságlová a Jan Ságl, Rudolf Volráb, Daisy Mrázková, Dalibor Chatrný, Naděžda Plíšková, Josef Žáček, Jan Merta, Jindřich Zeithamml, Vladimír Kokolia, Svatopluk Klimeš, Richard Konvička, František Kyncl. Na skupinových přehlídkách bylo možno vidět díla např. Reného Hábla, Jaromíra Novotného, Jiřího Petrboka, Ivana Pinkavy, Lubomíra Typlta, Adama Štecha, Ondřeje Malečka, Vladimíra Vély, Jana Kováříka, Pavla Mrkuse, Michaely Maupicové nebo Veroniky Holcové. Společnost Topičova salonu ukončila veškerou svou dramaturgickou činnost na adrese Národní 9 v roce 2020 poslední výstavou, výstavou Zdeny Kolečkové s názvem V kůži Robinsona.

## Výběr výstav

### 1894–1949
Viktor Oliva, Max Švabinský, Alfons Mucha, František Ženíšek, Celda Klouček, Jindřich Štyrský, Toyen, Josef Šíma, František Tichý, Václav Bartovský, Skupina 42, Sedm v říjnu, Jaroslav Paur, Zdenek Seydl, Hugo Siegmüller

### 1950–2014
Jindřich Wielgus, Karel Šmíd, František Emler, Ladislav Leitgeb, Quido Fojtík, Milan Albich, Zdeněk Mézl, Jiří Kolář, Hugo Demartini, Ivan Ouhel, Otakar Slavík, Marius Kotrba, Jitka Válová, Jan Ságl, Zorka Ságlová, David Pešat, Vladimír Véla, Daisy Mrázková, Dagmar Hochová, Čestmír Kafka, Antonín Střížek, Petr Veselý, Rudolf Volráb, Dalibor Chatrný, Květa Válová, Naděžda Plíšková, Josef Žáček, Jan Merta, Jindřich Zeithamml, Vladimír Kokolia, Svatopluk Klimeš, František Kyncl, Marie Blabolilová, Marie Filippovová

## Galerie

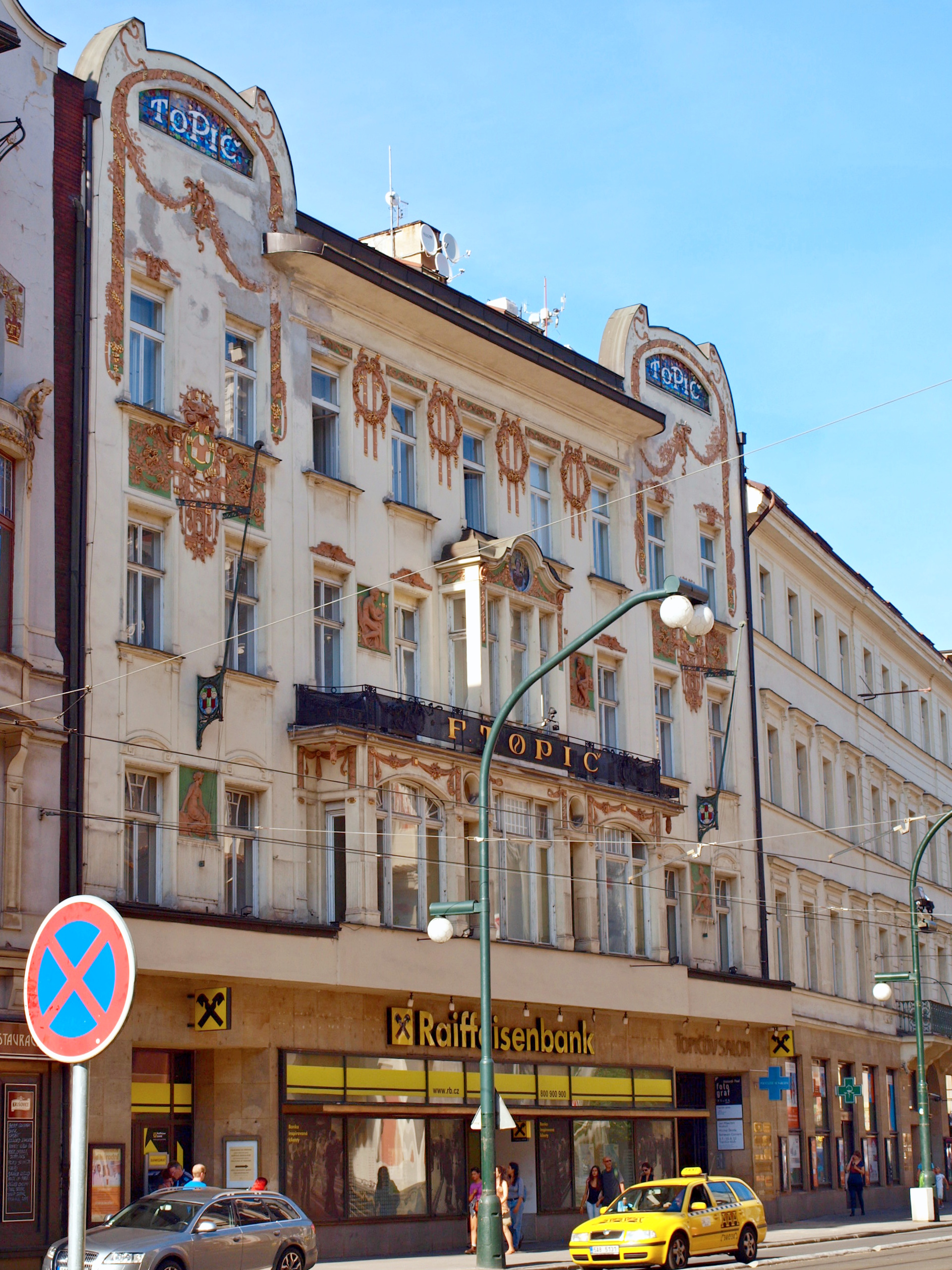
Topičův salon v Praze
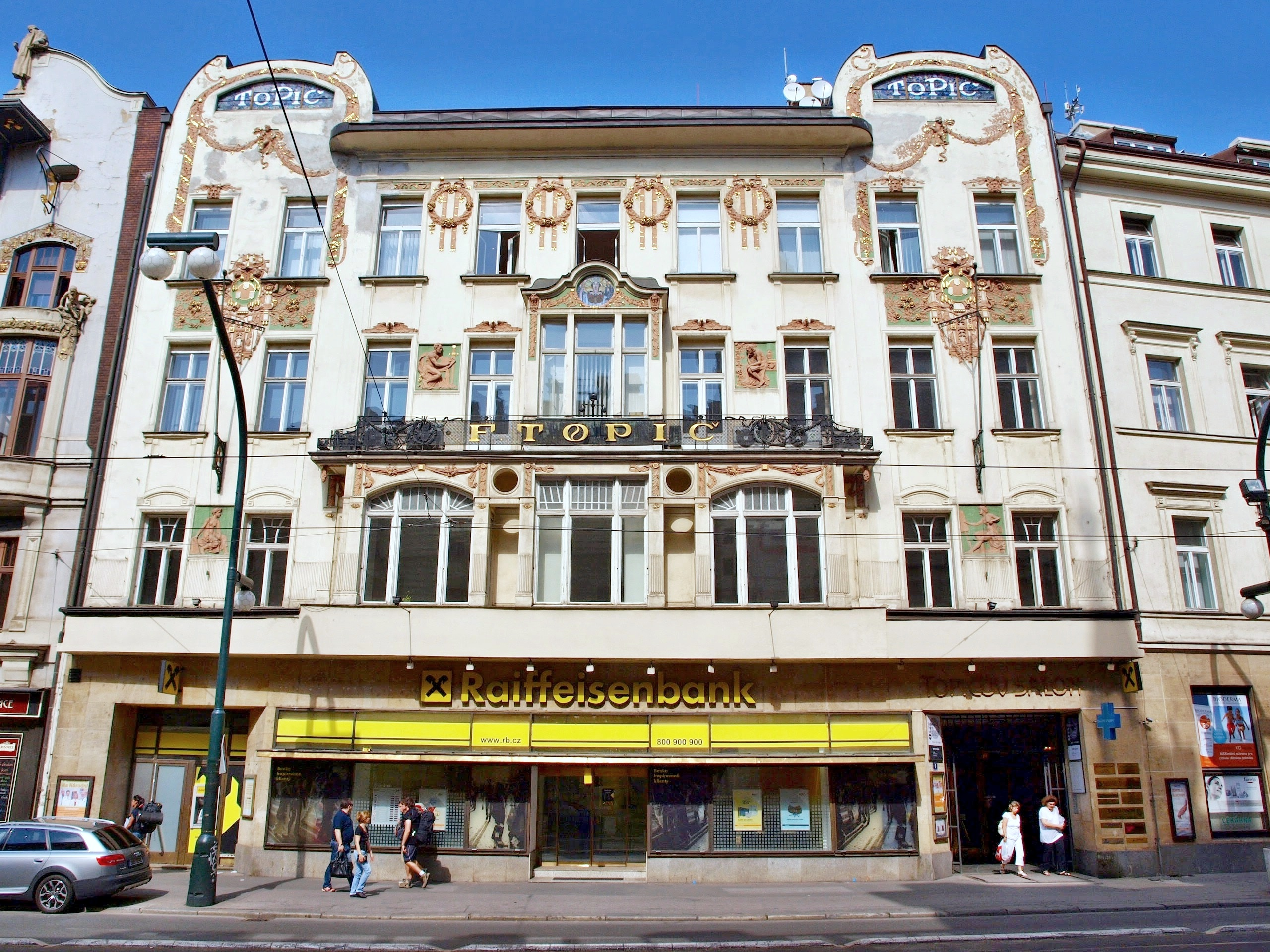
Topičův salon v Praze
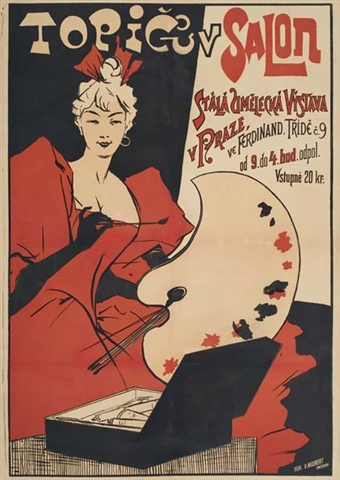
Plakát Viktora Olivy (1895) k Jarní výstavě Umělecké besedy (15. 3. 1895 – 25. 10. 1895)
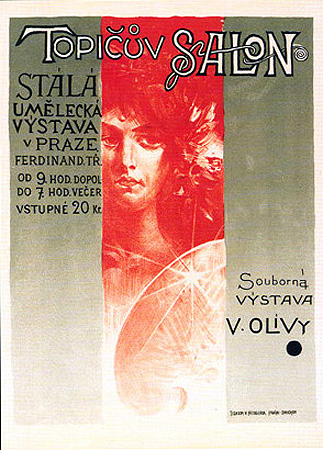
Plakát Viktora Olivy (1896) k jeho výstavě 4. 10. 1896 – 1. 11. 1896
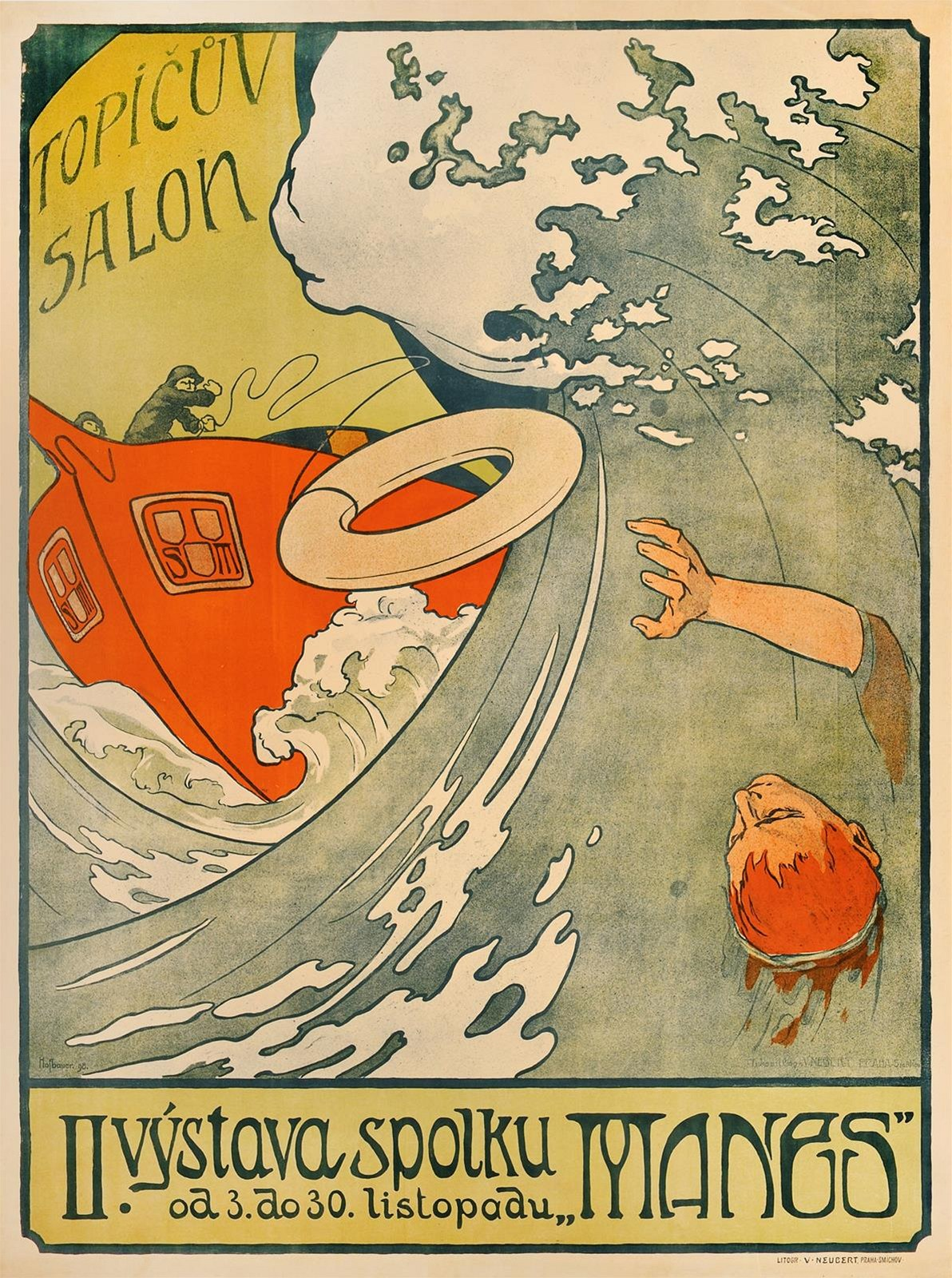
Plakát Arnošta Hofbauera k výstavě spolku Mánes 3. 11. 1898 – 3. 12. 1898

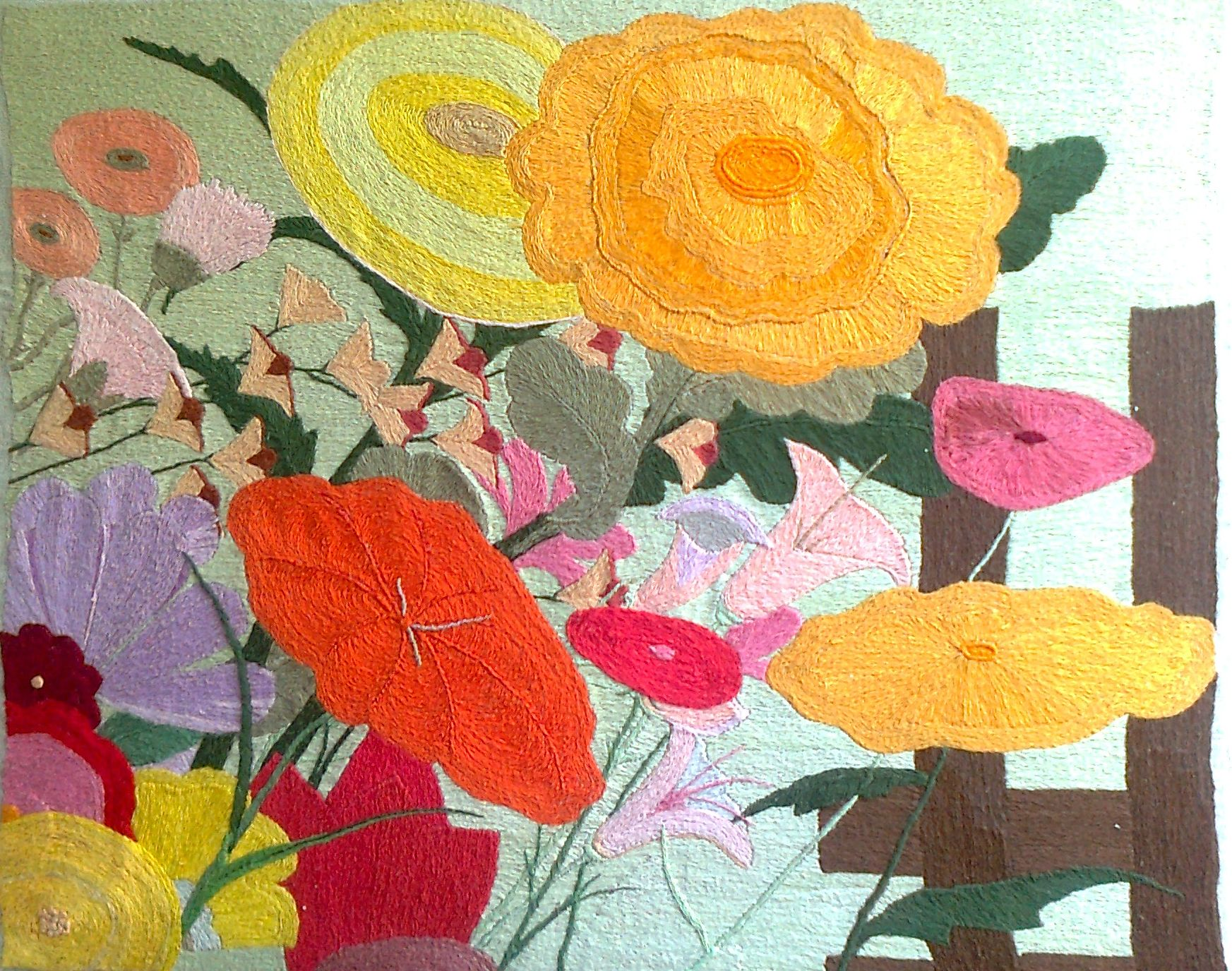
Alena Kučerová: Výšivka (20. 4. 2015  – 14. 5. 2015, výstava k životnímu jubileu)
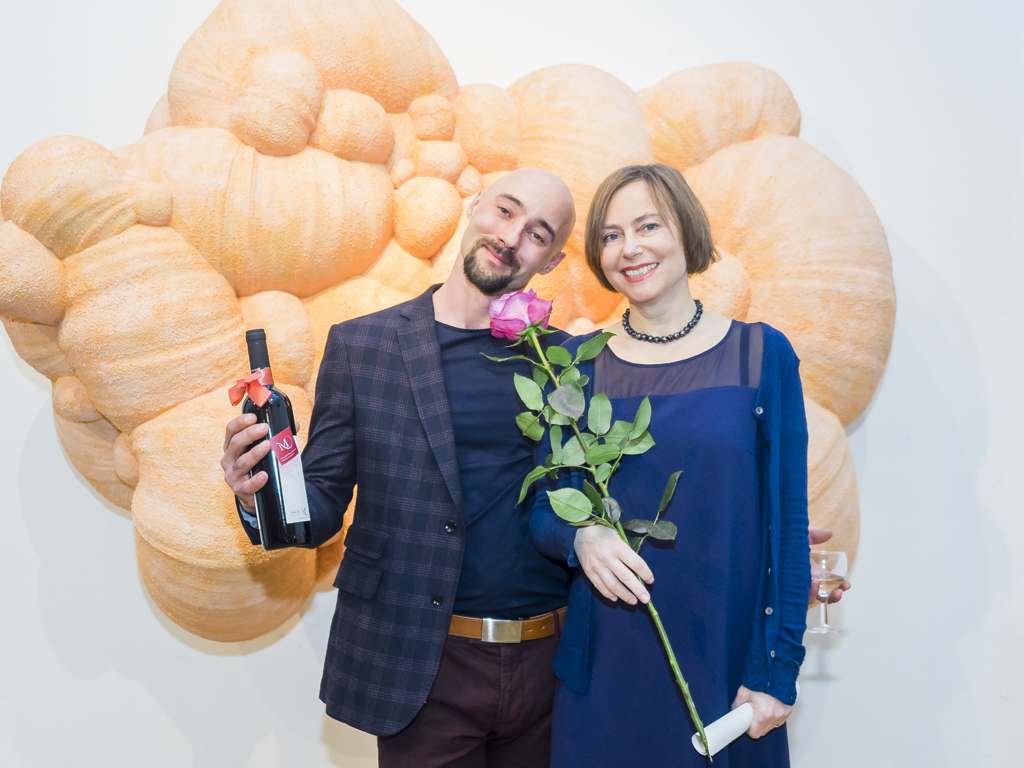
Z vernisáže výstavy Jana Kováříka STATUOFILIA (29. 3. 2016 – 12. 5. 2016 )
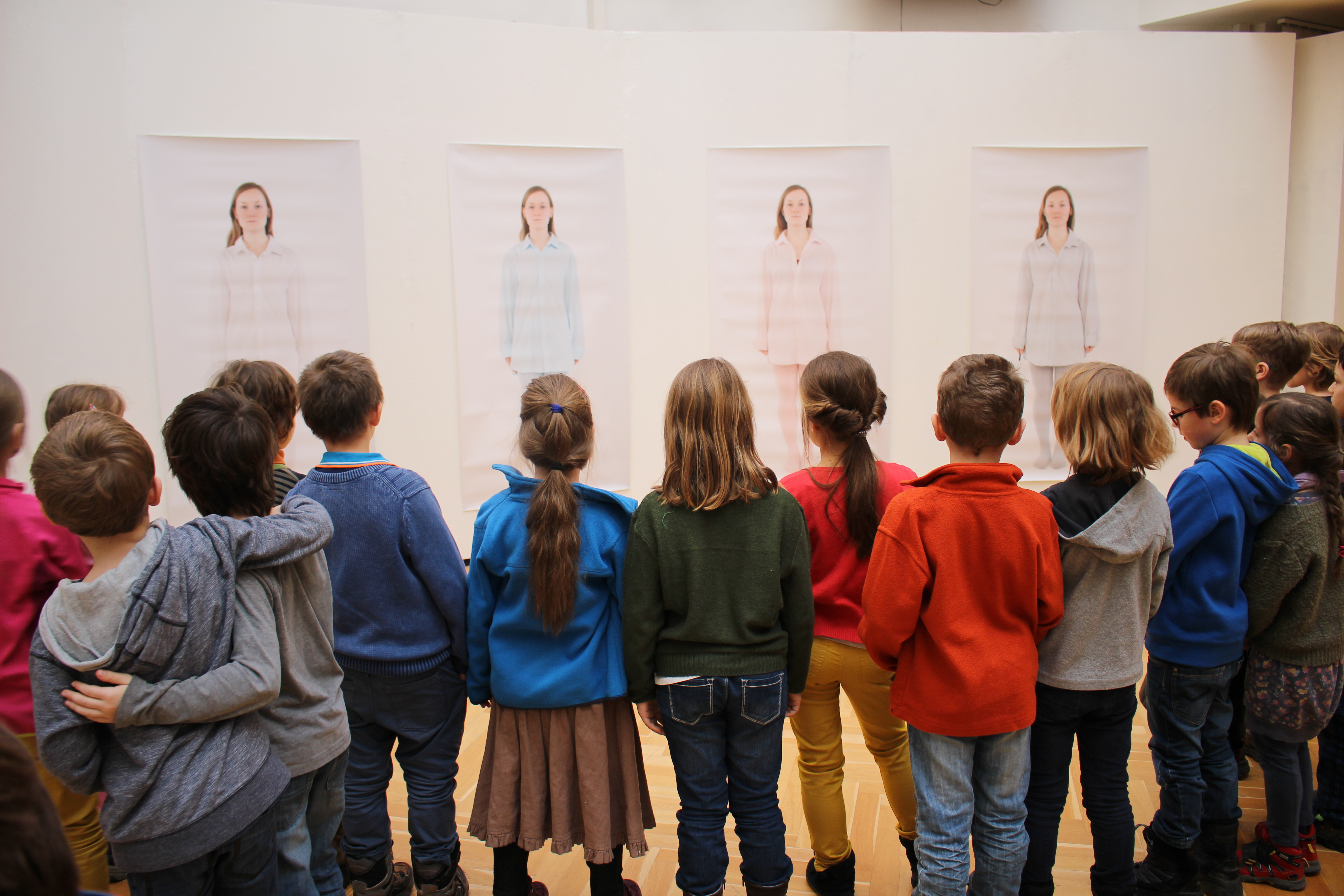
Výtvarné dílny (výstava Materiálový experiment, 5. 2. – 3. 3. 2016)
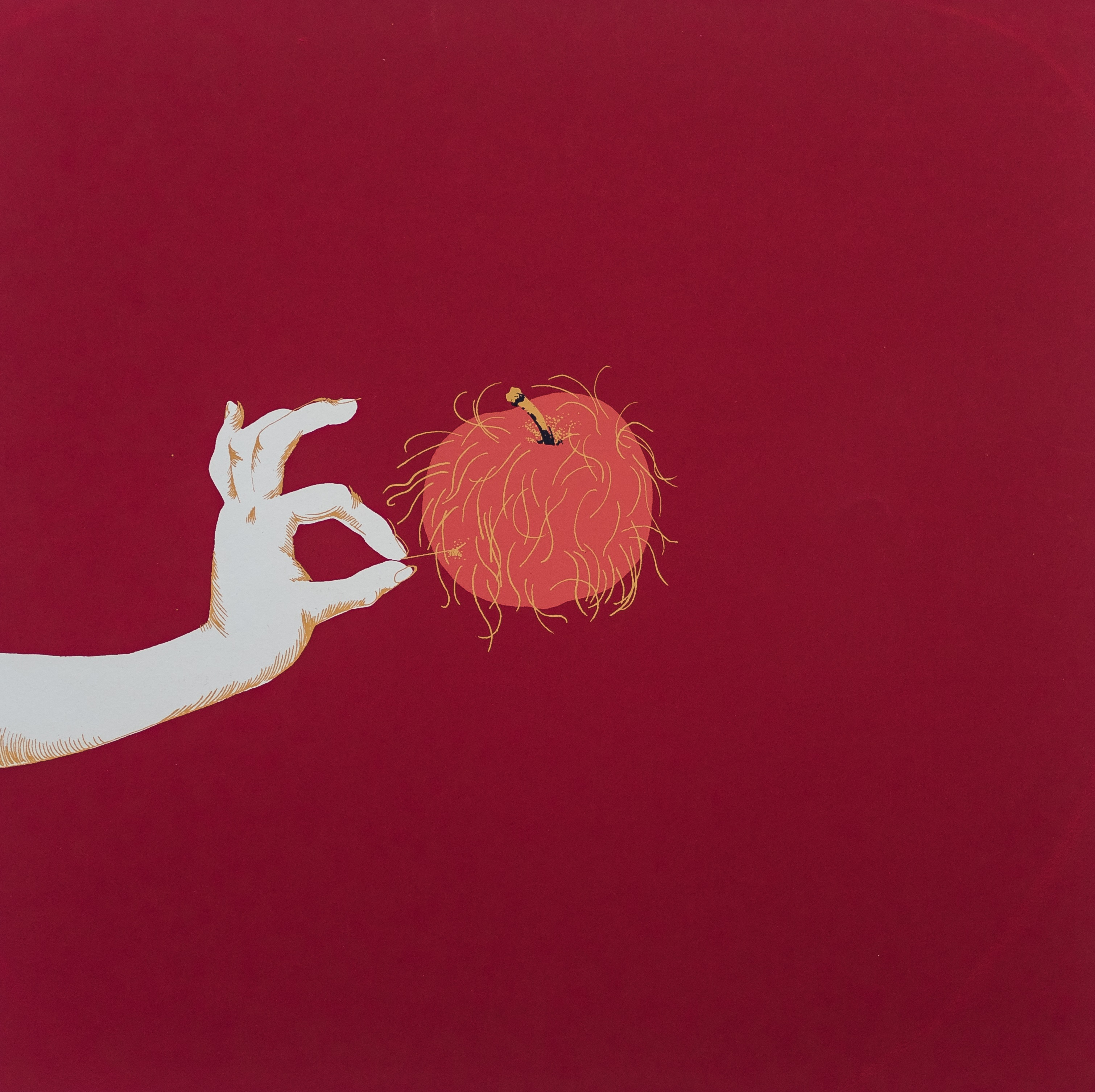
Naděžda Plíšková: Malé erotické jablíčko (8. 12. 2015 – 29. 1. 2016)
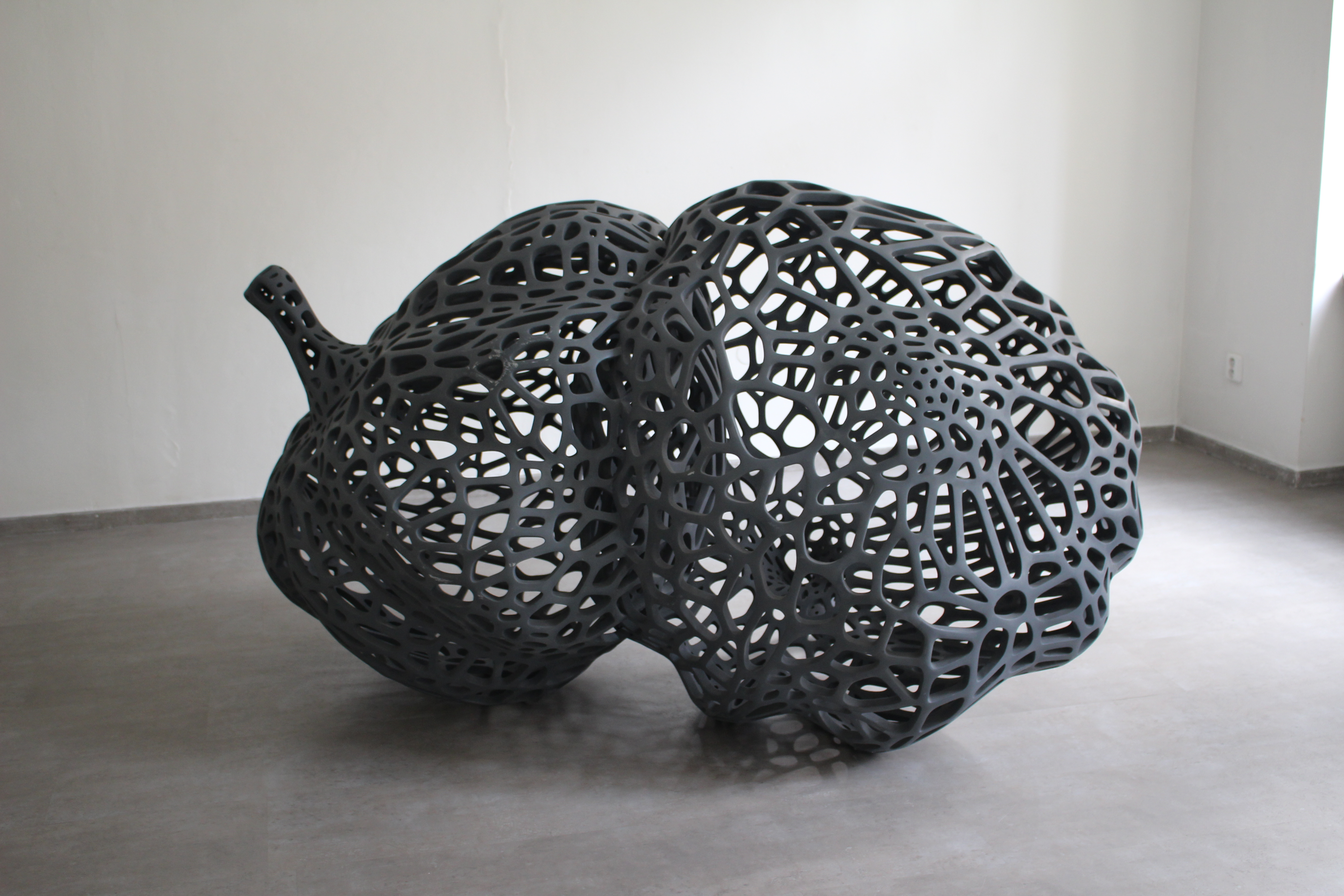
Tomáš Medek: Twins (výstava CRASHTEST5 Transmise, 2. 9. 2015)
Simona Racková (Literární čtvrtek)